# Leverhedstjärnet
Leverhedstjärnet är en sjö i Säffle kommun i Värmland och ingår i Göta älvs huvudavrinningsområde. Sjön har en area på 0,0587 kvadratkilometer och ligger 180 meter över havet.

## Delavrinningsområde
Leverhedstjärnet ingår i det delavrinningsområde (657192-130788) som SMHI kallar för Mynnar i 657278-130533. Medelhöjden är 180 meter över havet och ytan är 7,3 kvadratkilometer. Det finns inga avrinningsområden uppströms utan avrinningsområdet är högsta punkten. Vattendraget som avvattnar avrinningsområdet har biflödesordning 5, vilket innebär att vattnet flödar genom totalt 5 vattendrag innan det når havet efter 248 kilometer. Avrinningsområdet består mestadels av skog (92 procent). Avrinningsområdet har 0,06 kvadratkilometer vattenytor vilket ger det en sjöprocent på 0,8 procent.